# Айо Бенес Христоферович
Бенес Христоферович Айо (рос. Бенес Христоферович Айо), відомий також як Чорний Ленін (рос. Чёрный Ленин) (*8 червня 1979, Резекне, Латвійська РСР) — російський націонал-більшовик російсько-угандійського походження. Був активним членом Націонал-більшовицької партії з 1998. Також належав до Комуністичної партії Великої Британії. Брав участь у багатьох акціях солідарності з Палестиною. У 2014 був активним учасником процесу анексії АР Крим Російською Федерацією та проросійських виступів в Україні, нині є учасником війни на сході України на боці сепаратистів ЛНР. Тривалий час перебував під арештом у різних країнах, намагався займатися політичною діяльністю.

## Біографія
Народився в латиському місті Резекне в сім'ї угандійця та росіянки. Вивчав біологію в Латиському університеті.
7 травня 2005 був заарештований за запуск димових шашок під час візиту Джорджа Буша-молодшого в Латвію. Більш ніж через рік Бенеса Айо заарештували та засудили до 9 місяців ув'язнення за заклики до повалення влади. Після ув'язнення влаштував голодний бунт, що тривав 27 днів. У результаті його здоров'я погіршилось настільки, що виникла необхідність шпиталізації. Після п'яти з половиною місяців ув'язнення запобіжний захід було змінено на поліцейський нагляд, оскільки у Бенеса було виявлено діабет.
Після відбуття покарання Бенес Айо покинув Латвію та перебрався до Лондона, де вивчав медичну мікробіологію у Лондонському університеті (Біркбек). Потім працював на будівництві другого терміналу аеропорту Хітроу. Брав активну участь у британському політичному житті, коли був пов'язаний з Комуністичною партією Великої Британії та відвідував пропалестинські акції.
З травня—червня 2013 перебував у Палестині, де брав участь в акціях, спрямованих проти уряду Ізраїлю. Там він пройшов тренування з польової медицини.
14 вересня 2013 як делегат відвідав конгрес партії Інша Росія у Москві. 19 листопада 2013 у Лондоні брав участь у силовій акції, присвяченій пам'яті Олександра Долматова. 29 листопада 2013 організував акцію, подібну до лондонської, у Гаазі, після чого був заарештований. Бенес Айо провів шість тижнів у гаазькій в'язниці.

### Участь у подіях на сході України
У 2014 прибув до самопроголошеної Республіки Крим. 1 квітня 2014 був заарештований в Донецьку за підготовку силового повалення уряду та зазіхання на територіальну цілісність України, після чого депортований до Великої Британії.
У травні 2014 попри трирічну заборону на перетин українського кордону Бенес Айо разом з двома напарниками намагався потрапити на територію України, однак був зупинений українськими прикордонниками та депортований до Латвії. У ризькому аеропорті Бенес, у свою чергу, був зупинений військовою та цивільною поліцією. Бенес заявляв, що начебто зазнав фізичного насилля зі сторони бійців Національної гвардії України.
16 травня Центральний окружний суд Риги постановив взяти Бенеса під варту, а військова поліція розпочала кримінальне провадження за підбурювання до силового повалення уряду Латвії, зміни політичної системи та ліквідації незалежності Латвії. Айо заявляв, що справи проти нього сфабриковані, що він зазнає політичних утисків та бажав досягти зняття обвинувачень, так само як і компенсації за моральні збитки та ув'язнення. У ніч на 30 травня генеральне консульство Латвії у Санкт-Петербурзі було закидано петардами та димовими гранатами; акція була проведена ультралівою партією «Інша Росія», представники якої встановили радянський прапор на фасаді будівлі консульства, розповсюджували памфлети та вимагали випустити Айо.
Починаючи з 15 серпня (включно) Бенес Айо брав участь у декількох демонстраціях у Ризі проти зовнішньої політики Латвії стосовно Росії та за відставку міністра закордонних справ Латвії Едгарса Рінкевичса.
На початку 2015, зазнаючи постійного кримінального переслідування та перебуваючи під поліцейським наглядом, Айо покидає Латвію і автостопом їде то Таллінна, звідки поромом прямує до Фінляндії; звідти, в свою чергу, автобусом дістається Росії та, врешті-решт, східної частини України. Там він долучається до збройних формувань самопроголошеної Луганської Народної Республіки, діяльність у яких він описує як «військово-політичну роботу», однак при цьому виявляє бажання пройти тренування та долучитися до активної військової служби. Центральний районний суд Риги дав старт переслідуванню Айо.
Пізніше Айо повідомив, що брав участь у російських військових операціях у Дебальцевому та біля Станиці Луганської й отримав звання сержанта, просунувшись від обслуговувача гаубиці до члена бригади моторизованої піхоти. У середині квітня 2019 Державна служба безпеки Латвії оголосила Айо підозру стосовно незаконної участі у проросійських виступах в Україні.
На початку 2020 Айо був затриманий у Яренську, що в Архангельській області, де планував взяти участь в акції проти будівництва сміттєвого полігону. Генеральний прокурор Латвії направив запит на екстрадицію, тоді як Айо запросив політичного притулку в Росії.